# Hobbs Cross (Theydon Garnon)
Hobbs Cross is een buurtschap in het bestuurlijke gebied Epping Forest, in het Engelse graafschap Essex. Het maakt deel uit van de civil parish Theydon Garnon.